# Charles Bourlon de Rouvre
Pour les articles homonymes, voir Bourlon (homonymie).
Charles Bourlon de Rouvre est un industriel et homme politique français né à Troyes (Aube) le 16 novembre 1850 et mort à Paris 8e le 16 février 1924.

## Biographie
Petit-neveu du général de Damrémont, gouverneur général de l'Algérie, Charles Bourlon de Rouvre commence sa carrière comme attaché d'administration au ministère de l'intérieur. Sous-chef de cabinet, puis sous-chef de la presse parisienne, il épouse le 6 juin 1881 au château de Rosny Marie Geneviève Jeanne Lebaudy (1860-1936), fille de Gustave Lebaudy. Ils ont pour enfants :
1. Jacques Amédée Georges Marie (1882-1917) ;
2. Léopoldine Charlotte Marie Françoise (1885-1931) ; elle épouse en premières noces Jacques Camille Augustin Schneider (1879-1928) et, en secondes noces (1928), Charles Marie Michel Louis Hébert de Beauvoir du Boscol (1881-1967) ;
3. Bernard Évrard Paul Marie (1887-1915) ;
4. Charles Antoine Maurice Marie (1896-1957) ; il épouse Édith Marie Marie Mathilde Louise Philomène Truchis de Lays (1898-1984) ;
5. Hubert Pierre François Marie (1903-1952) ; il épouse en premières noces Brenda Balfour (°1920) et, en secondes noces, Régine Antonia Violette Wasowicz (°1926).

Son mariage l'ayant fait entrer dans l'industrie du sucre, il devient administrateur délégué de la Société de fabriques de sucres. Il dirige des sucreries dans l'Aube, la Seine, la Marne et en Seine-et-Oise.
Il est conseiller général de la Haute-Marne et maire de Verbiesles, où il exploite une grande propriété agricole. Ami de Raoul-Duval, il est partisan de la formation d'une droite républicaine. Volontaire pendant la guerre de 1870, il est officier d'état-major auxiliaire à l'armistice. 
Il est élu député de la Haute-Marne le 22 septembre 1889 et réélu le 3 septembre 1893 au second tour jusqu'au 31 mai 1898. Battu en 1898, il est réélu le 11 mai 1902 jusqu'au 31 mai 1906. Il est de nouveau battu aux élections de 1906.
À la Chambre des députés, il s'inscrit au groupe des progressistes. Membre de diverses commissions, il concentre son activité sur quelques questions précises : en dehors de rapports d'élections, ses propositions et interventions portent sur l'indemnisation des calamités atmosphériques, le tarif des douanes pour la coutellerie, la fiscalité viticole à la suite des maladies de la vigne, les chemins de fer, les bouilleurs de cru, les congrégations et le budget de l'Agriculture.
Il devient par la suite président du conseil de l'Institut colonial.
Avec sa femme, ils habitent à Paris l'hôtel particulier de ses beaux-parents no 11, avenue George-V (aujourd'hui ambassade de Chine).

### Sources
- « Charles Bourlon de Rouvre », dans le Dictionnaire des parlementaires français (1889-1940), sous la direction de Jean Jolly, PUF, 1960 [détail de l’édition]